# シュコダ32Tr
シュコダ32Tr（Škoda 32Tr）は、チェコのシュコダ・エレクトリックが展開するトロリーバス車両。車体の製造はチェコのSORリブハヴィが手掛けており、シュコダ32Tr SOR（Škoda 32Tr SOR）と呼ばれる事もある。

## 概要
2000年代以降、シュコダ・トランスポーテーションの子会社であるシュコダ・エレクトリックは、国内外のバスメーカーと契約を結んだ上で、各社が製造した車体を用いたトロリーバスの製造・展開を行っている。そのうちシュコダ32Trは、チェコのバスメーカーのSORリブハヴィが手掛けるNS 12の車体を用いた形式である。
全長12 mの2軸ノンステップ車両で、車体の片側3箇所に乗降扉が設置され、車内には空調が完備されている他、充電用のUSBポートも設置されている。また、架線がない区間（架線レス区間）での運用を可能とするために充電池が搭載されており、1回の充電で最大12 kmの架線レス区間を走行出来る仕様となっている。
2018年から製造が始まったチェコのオパヴァ（オパヴァ・トロリーバス）向け車両以降、2025年の時点で以下の都市への導入および納入契約が実施されている。また、これらに加えて同年にはドイツのエスリンゲン・アム・ネッカー（エスリンゲン・アム・ネッカー・トロリーバス）への導入も決定している。
| シュコダ32Tr 導入都市一覧 | シュコダ32Tr 導入都市一覧                     | シュコダ32Tr 導入都市一覧 | シュコダ32Tr 導入都市一覧 |
| 導入国                    | 都市                                          | 導入車両数                | 備考                      |
| ------------------------- | --------------------------------------------- | ------------------------- | ------------------------- |
| チェコ                    | ブルノ (ブルノ・トロリーバス)                 | 40両(予定)                |                           |
| チェコ                    | オパヴァ (オパヴァ・トロリーバス)             | 15両                      |                           |
| チェコ                    | イフラヴァ (イフラヴァ・トロリーバス)         | 10両                      |                           |
| チェコ                    | テプリツェ (テプリツェ・トロリーバス)         | 7両                       | 2025年以降8両を増備予定   |
| チェコ                    | パルドゥビツェ (パルドゥビツェ・トロリーバス) | 5両                       | 2022年以降10両を増備予定  |
| リトアニア                | ヴィリニュス (ヴィリニュス・トロリーバス)     | 91両(予定)                |                           |
| エストニア                | タリン (タリン・トロリーバス)                 | 18両(予定)                | [ 12 ]                    |

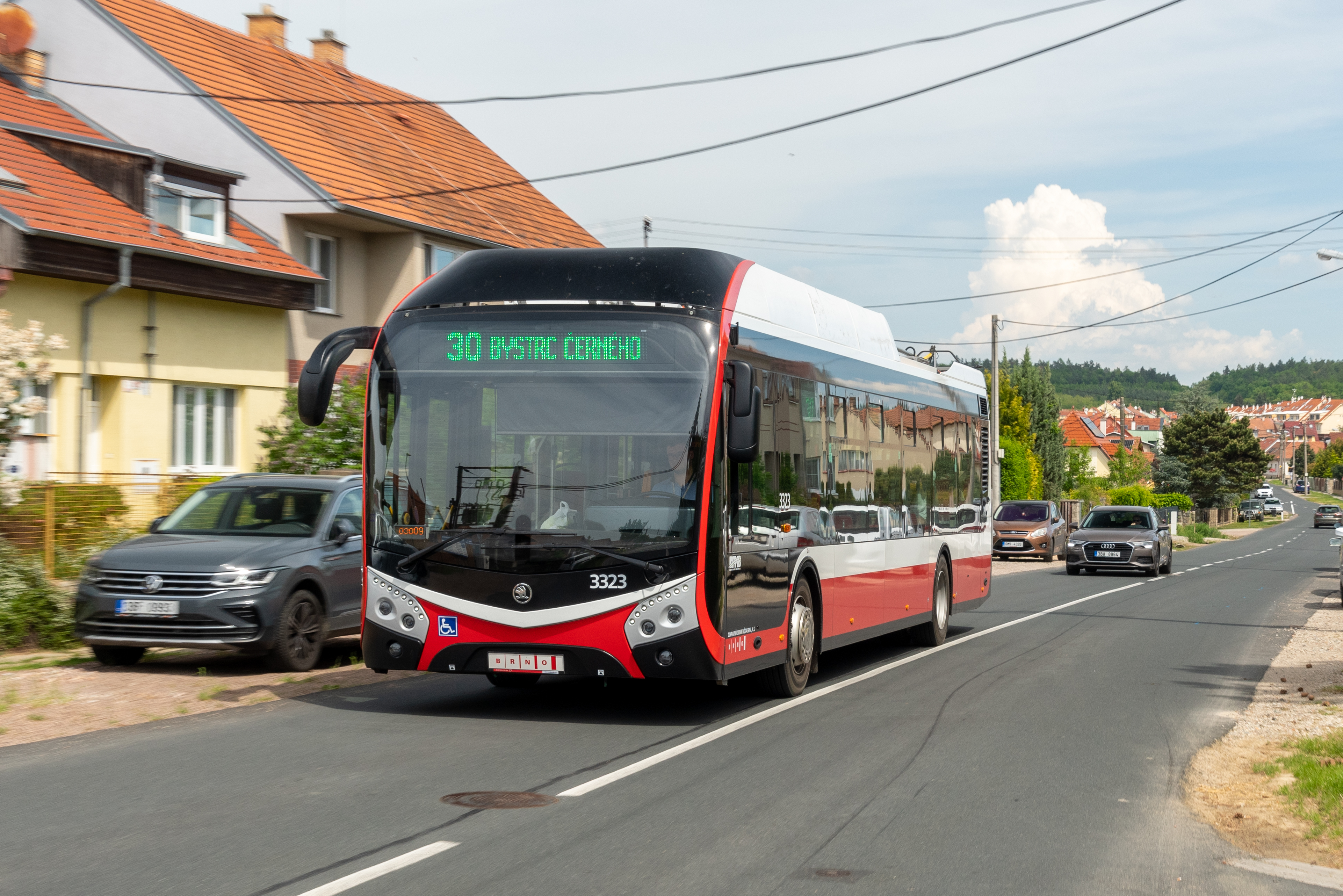
ブルノ（2024年撮影）
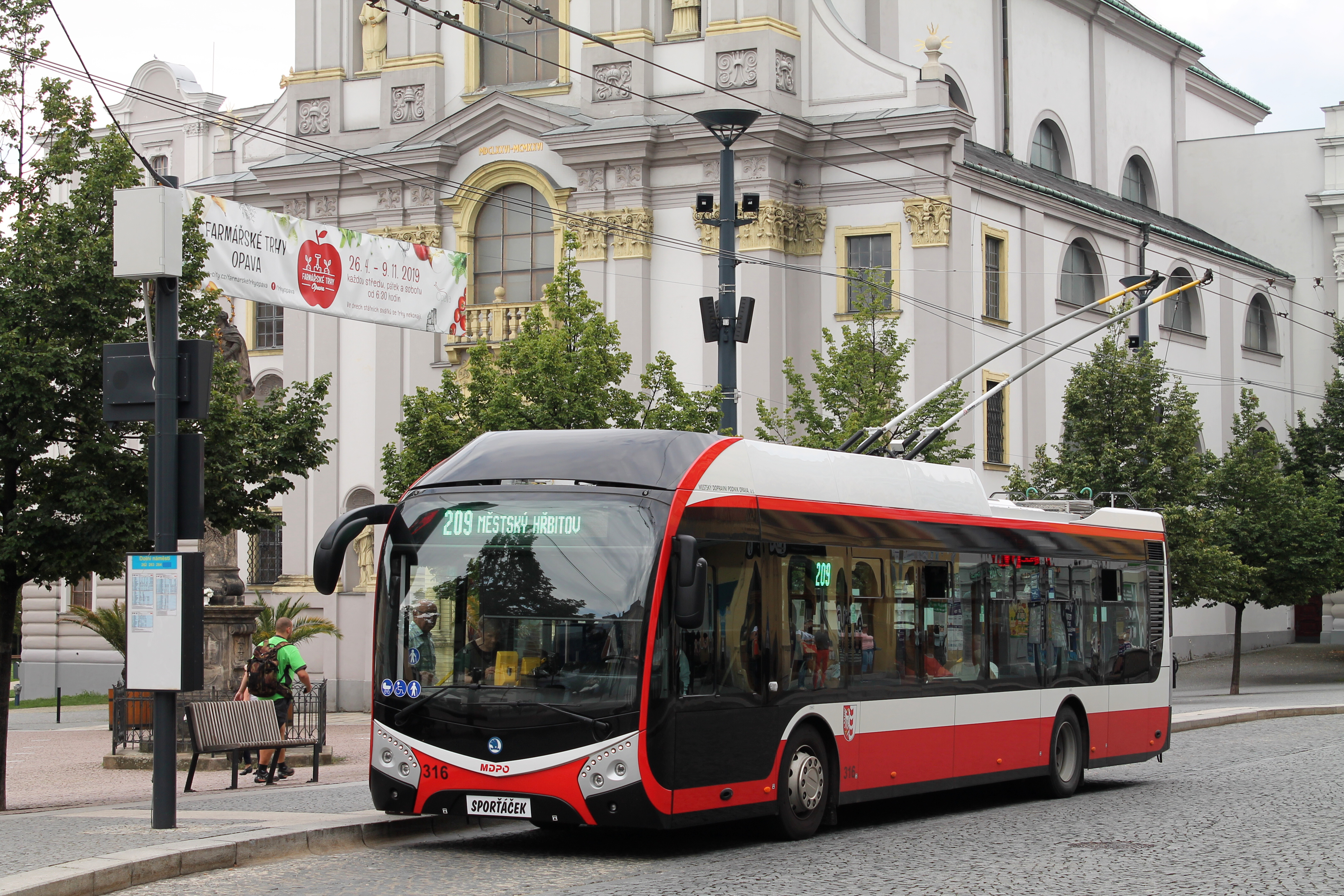
オパヴァ（2019年撮影）
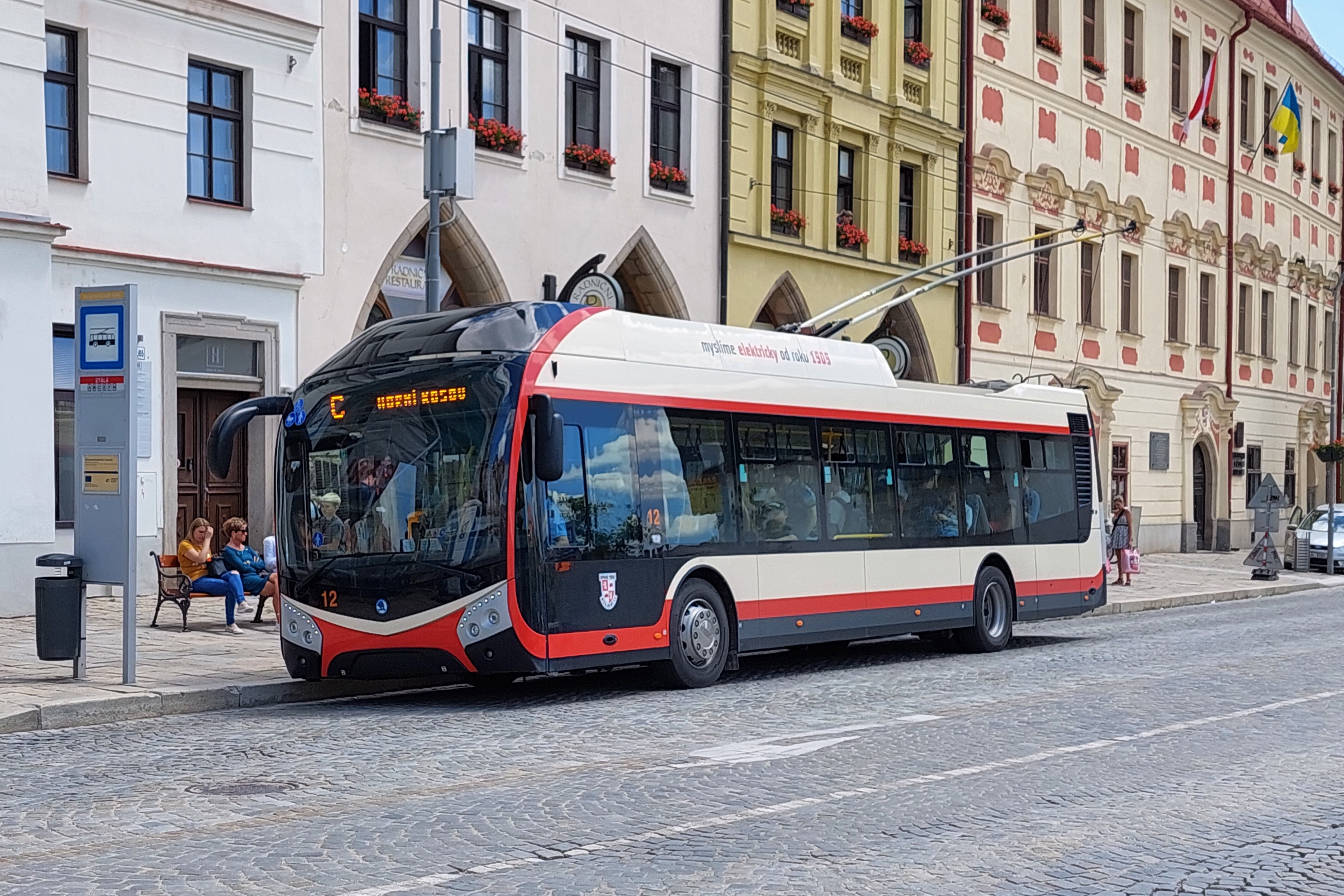
イフラヴァ（2022年撮影）
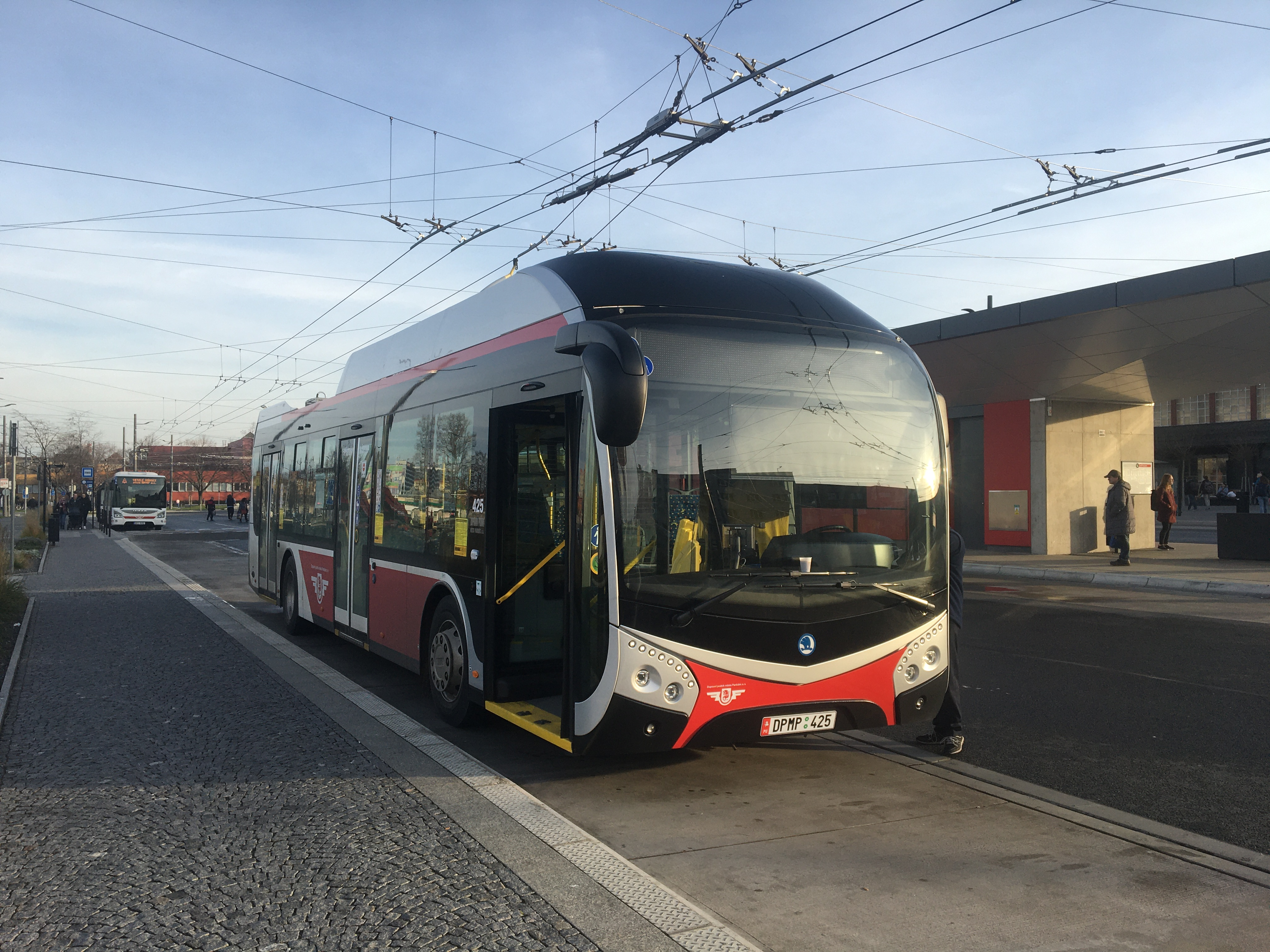
パルドゥビツェ（2019年撮影）

## 関連形式
- SOR TNS 12 - SORリブハヴィが展開する、充電池を備えたトロリーバス車両。シュコダ32Trと同一の車体を有する一方、主電動機はセゲレック（英語版）（Cegelec）製のものを用いる[13]。